# Ludwig Arendt
Ludwig Arendt, avstrijski general, * 28. avgust 1851, † 18. februar 1916.

## Življenjepis
V letih 1903–1907 je bil poveljnik 64. pehotnega polka.
Potem, ko se je 1. januarja 1909 upokojil, je bil 9. decembra 1910 povišan v nazivnega podmaršala.

## Pregled vojaške kariere
Napredovanja
- generalmajor: 1. november 1906 (z dnem 16. novembrom 1906)
- podmaršal: 9. december 1910